# زبان گارو
زبان گارو (আ·চিক) یک زبان چینی-تبتی است که در هند در مناطق تپه‌های گارو در مگالایا، برخی از مناطق آسام و در گروه‌های کوچکی در تریپورا گویش می‌شود. این زبان همچنین در مناطق خاصی از بنگلادش نیز صحبت می‌شود. طبق سرشماری سال ۲۰۰۱، حدود ۸۸۹٬۰۰۰ گویشور گارو فقط در هند وجود دارد. ۱۳۰٬۰۰۰ تن دیگر نیز در بنگلادش یافت می‌شوند.

## واج‌شناسی

### همخوان‌ها
|         |        | لبی    | دندانی | لثوی | کامی | نرم‌کامی | چاکنایی |
| ------- | ------ | ------ | ------ | ---- | ---- | ------- | ------- |
| انسدادی | بی‌واک  | p (pʰ) | t̪ (t̪ʰ) |      | t͡ʃ   | k (kʰ)  | ʔ       |
| انسدادی | واک‌دار | ب      | d̪      |      | d͡ʒ   | ɡ       |         |
| خیشومی  | خیشومی | متر    |        | n    |      | ŋ       |         |
| سایشی   | سایشی  |        |        | s    |      |         | h       |
| زنشی    | زنشی   |        |        | ɾ    |      |         |         |
| کناری   | کناری  |        |        | l    |      |         |         |
| ناسوده  | ناسوده | w      |        |      | j    |         |         |

### واکه‌ها
|       | پیشین | مرکزی | پسین |
| ----- | ----- | ----- | ---- |
| بسته  | i     | ɨ     | u    |
| میانه | e     |       | o    |
| باز   |       | a     |      |